# Championnat de Turquie de football 1988-1989
Navigation
Saison précédente Saison suivante
La saison 1988-1989 du Championnat de Turquie de football est la 31e édition de la première division turque, la 1. Turkiye Lig. Les 19 équipes sont regroupées au sein d'une poule unique, où chaque équipe affronte tous les adversaires de sa poule 2 fois, à domicile et à l'extérieur.
Fenerbahce SK termine en tête du championnat cette année. C'est le 12e titre de champion de son histoire.
Un événement va profondément marquer cette saison en Turquie, avec le drame vécu par l'équipe de Samsunspor. Le 20 janvier 1989, l'autobus de l'équipe de Samsunspor est victime d'un très grave accident de la route : Samsunspor perd dans l'accident son entraîneur Nuri Asan et trois joueurs. La plupart des autres joueurs en ressortent blessés. L'équipe se rendait à un match de championnat contre Malatyaspor. En raison de cet incident, l'équipe ne peut reprendre la compétition et se voit retiré du championnat par la fédération turque, qui décide néanmoins de maintenir une saison supplémentaire Samsunspor parmi l'élite. Ses adversaires lors de la deuxième moitié de la saison ont match gagné sur tapis vert par 3-0.

## Les 19 clubs participants
| - Galatasaray - Konyaspor - Promu de D2 - Adanaspor AS - Promu de D2 - Boluspor - Eskisehirspor - Sakaryaspor - Bursaspor - Sariyer GK Istanbul - Adana Demirspor - Karşıyaka SK | - Fenerbahce SK - Besiktas JK - Ankaragücü - Samsunspor - Trabzonspor - Kahramanmaraşspor - Promu de D2 - Malatyaspor - Altay Izmir - Rizespor |

## Compétition

### Classement
Le barème de points servant à établir le classement se décompose ainsi :
- Victoire : 3 points
- Match nul : 1 point
- Défaite : 0 point

| Rang | Équipe                | Pts | J  | G  | N  | P  | Bp  | Bc | Diff |
| ---- | --------------------- | --- | -- | -- | -- | -- | --- | -- | ---- |
| 1.   | Fenerbahçe SK         | 93  | 36 | 29 | 6  | 1  | 103 | 27 | +76  |
| 2.   | Beşiktaş JK (C)       | 83  | 36 | 25 | 8  | 3  | 81  | 21 | +60  |
| 3.   | Galatasaray SK (T)    | 69  | 36 | 20 | 9  | 7  | 76  | 31 | +45  |
| 4.   | Sariyer GK Istanbul   | 68  | 36 | 21 | 5  | 10 | 70  | 43 | +27  |
| 5.   | Trabzonspor           | 64  | 36 | 19 | 7  | 10 | 59  | 38 | +21  |
| 6.   | MKE Ankaragücü        | 60  | 36 | 17 | 9  | 10 | 53  | 41 | +12  |
| 7.   | Boluspor              | 52  | 36 | 15 | 7  | 14 | 48  | 43 | +5   |
| 8.   | Konyaspor (P)         | 46  | 36 | 14 | 4  | 18 | 43  | 59 | -16  |
| 9.   | Bursaspor             | 44  | 36 | 12 | 8  | 16 | 42  | 53 | -11  |
| 10.  | Sakaryaspor           | 44  | 36 | 12 | 8  | 16 | 43  | 57 | -14  |
| 11.  | Karşıyaka SK          | 43  | 36 | 11 | 10 | 15 | 50  | 54 | -4   |
| 12.  | Malatyaspor           | 43  | 36 | 11 | 10 | 15 | 59  | 68 | -9   |
| 13.  | Adanaspor AS (P)      | 42  | 36 | 11 | 9  | 16 | 53  | 56 | -3   |
| 14.  | Adana Demirspor       | 42  | 36 | 12 | 6  | 18 | 51  | 73 | -22  |
| 15.  | Altay Izmir           | 41  | 38 | 11 | 8  | 17 | 46  | 58 | -12  |
| 16.  | Eskisehirspor         | 41  | 36 | 11 | 8  | 17 | 38  | 57 | -19  |
| 17.  | Rizespor              | 35  | 36 | 9  | 8  | 19 | 36  | 65 | -29  |
| 18.  | Kahramanmaraşspor (P) | 23  | 36 | 4  | 11 | 21 | 22  | 71 | -49  |
| 19.  | Samsunspor            | 19  | 18 | 4  | 7  | 7  | 12  | 16 | -4   |

|  | Qualifié pour la Coupe des clubs champions 1989-1990 |
|  | Qualifié pour la Coupe des Coupes 1989-1990          |
|  | Qualifié pour la Coupe UEFA 1989-1990                |
|  | Relégation en 2. Lig                                 |

## Bilan de la saison
| Tableau d'Honneur                  |               |
| Compétition                        | Vainqueur     |
| Championnat de Turquie de football | Fenerbahce SK |
| Coupe de Turquie                   | Besiktas JK   |

| Qualifications européennes                    |                |
| Coupe des clubs champions européens 1989-1990 | Qualifié       |
| Premier tour                                  | Fenerbahce SK  |
| Coupe des Coupes 1989-1990                    | Qualifié       |
| Premier tour                                  | Besiktas JK    |
| Coupe UEFA 1989-1990                          | Qualifié       |
| Premier tour                                  | Galatasaray SK |

| Promotion et relégation |                                          |
| Relégués en 2e division | Eskisehirspor Rizespor Kahramanmaraşspor |
| Promus en Super Lig     | Genclerbirligi Zeytinburnu SK Istanbul   |